# Colostygia signata
Colostygia signata là một loài bướm đêm trong họ Geometridae.